# Hellforces
Hellforces est un jeu vidéo de tir à la première personne développé par Orion et édité par MC2 France, sorti en 2005 sur Windows.

## Accueil
Le jeu a reçu de très mauvaises critiques de la presse spécialisée. Jeuxvideo.com lui donne la note de 8/20. En 2014, Canard PC cite le jeu dans son dossier « Les Nanars du jeu vidéo ».